# Останіне (станція)
Оста́ніне (до 1952 — Ойсу́л, крим. Oysul) — лінійна залізнична станція Кримської дирекції Придніпровської залізниці на лінії Владиславівка — Крим.
Розташована в селі Останіне Керченському районі АРК між станціями Сім Колодязів (11 км) та Прісноводна (11 км).
Станом на березень 2017 р. зупиняються лише приміські поїзди.